# Sphaericus
Sphaericus — род жесткокрылых насекомых семейства притворяшек.

## Описание
Переднеспинка у основания не перетянута, очень слабо вздута на боках. Надкрылья без рядов точек или точечных бороздок.

## Систематика
В составе рода:
- Sphaericus gibboides (Boieldieu, 1854)
- Sphaericus impunctipennis Wollaston, 1864